# Walter Stürm
Ne doit pas être confondu avec Herwarth Walden.
Pour les articles homonymes, voir Sturm.
Walter Stürm, né le 4 août 1942 à Goldach et mort le 13 septembre 1999 à Frauenfeld, est un délinquant multirécidiviste suisse, surnommé le roi de l'évasion et s'étant investi pour améliorer les conditions de détention dans les prisons.

## Biographie

### Origines et formation
Walter Niklaus Stürm naît le 4 août 1942 à Goldach, dans le canton de Saint-Gall. Il grandit à Rorschach, dans une riche famille d'entrepreneurs de l'industrie. 
Il arrête l'école trois semaines avant la fin de sa scolarité obligatoire et fait un apprentissage de carrossier.

### Délits, condamnations et évasions
Il est condamné pour la première fois à l'âge de 22 ans, à trois ans de prison ferme, pour la revente en Italie de voitures volées,. Il s'évade peu après. Surnommé le roi de l'évasion, il s'évade au total à huit reprises de prison, parfois en ne revenant simplement pas après une permission de sortie. Il commet plusieurs centaines de délits, en particulier des cambriolages.
Condamné à huit ans de prison en 1972 pour une attaque à main armée et placé à l'isolement à la fin des années 1970, il devient un symbole des méthodes répressives de l'État pour la gauche,. Des appels sont lancés pour sa libération en été 1980 notamment par le réalisateur Rolf Lyssy, la conseillère nationale socialiste Lilian Uchtenhagen et l'écrivain Niklaus Meienberg et une manifestation est organisée en décembre 1980 devant le pénitencier de Regensdorf. Walter Stürm s'évade une nouvelle fois quelques mois plus tard, le lundi de Pâques ; il scie ses barreaux et laisse un message disant qu'il est parti à la chasse aux œufs. Il est arrêté cinq mois plus tard en France.
Placé en secteur sécurisé en mars 1987, il fait la grève de la faim et obtient après un peu plus de 100 jours une détention en régime commun. Il s'évade en février 1988 lors d'une sortie à l'Hôpital universitaire de Zurich. Il est en cavale pendant seize mois avant d'être arrêté sur l'île de La Gomera, aux Canaries.
En juin 1992, il fait une tentative de suicide à la prison de Brigue, suivie d'une nouvelle grève de la faim pour dénoncer le retard pris pour l'ouverture de son procès. Il est condamné à la même année à douze ans de prison, réduits à dix ans en appel. Son avocat est alors le futur conseiller d'État socialiste Thomas Burgener. Il s'évade une dernière fois en 1995, en ne revenant pas au pénitencier de Bochuz après une sortie accordée pour assister à un procès pour atteinte à l'honneur qu'il avait intenté contre un journaliste du Blick. Il est arrêté quatre mois plus tard en Alsace. Il obtient en 1996 une condamnation de la Suisse devant la Cour européenne des droits de l'homme pour sa trop longue détention provisoire en Valais.
Il bénéficie d'une libération conditionnelle du pénitencier de La Stampa en octobre 1998, mais est arrêté en mars 1999 pour avoir braqué une banque avec Hugo Portmann (de) à Horn, dans le canton de Thurgovie. Il est placé en détention provisoire à Frauenfeld.

### Mort
Il se suicide le 13 septembre 1999, à l'âge de 57 ans, en s'étouffant avec un sac dans sa cellule à Frauenfeld.

## Filmographie
- Stürm: La Liberté ou la Mort d'Oliver Rihs (de), 2020